# Sali Berisha
Sali Berisha, albanski zdravnik, kirurg, predavatelj in politik, * 15. oktober 1944, Tropojë.
Med letoma 1992 in 1997 je bil predsednik Albanije, med 2005 in 2013 pa predsednik vlade Albanije.